# Micropotamogale lamottei
Micropotamogale lamottei là một loài động vật có vú trong họ Tenrecidae, bộ Afrosoricida. Loài này được Heim de Balsac mô tả năm 1954.